# Feliks Kopera
Feliks Kopera, född 12 maj 1871 i Kraków, död 27 mars 1952, var en polsk museiman och konsthistoriker.
Kopera var från 1901 chef för nationalmuseet i Kraków och även professor vid universitetet där. Han beskrev i en rad arbeten Krakóws konstskatter och monument och även miniatyrhandskrifterna i stora biblioteket i Sankt Petersburg. Han utgav även  på polska ett verk om Polens målarkonst (3 band 1925-29).